# María Cumplido
María Cumplido Cabello (Córdoba, 25 de abril de 1992) es una matemática e investigadora española que en 2020 fue galardonada con el Premio de Investigación Matemática Vicent Caselles de la Real Sociedad Matemática Española.

## Trayectoria
Cumplido nació en el barrio de Santa Rosa-Valdeolleros de Córdoba. Se graduó en Matemáticas en la Universidad de Sevillay cursó un año de la carrera en la Universidad Pierre y Marie Curie en París. Realizó el máster en Matemática Avanzada en la Universidad de Sevilla y obtuvo una Beca de Colaboración del Ministerio de Educación en el Departamento de Álgebra.
Se doctoró por la Universidad de Sevilla y por la Universidad de Rennes 1. Fue reconocida por su tesis. Cumplido fue investigadora postdoctoral en la Universidad de Borgoña en Dijon y realizó un mes de estancia de investigación en Oaxaca, en México. En octubre de 2019 se convirtió en investigadora post doctoral en la Universidad Heriot-Watt de Edimburgo. También ha trabajado en la Universidad Complutense de Madrid y en la actualidad es investigadora postdoctoral en la Universidad de Sevilla.
Ha centrado su investigación en el campo de la teoría geométrica de grupos y ha conseguido generalizar resultados de carácter geométrico y topológico sobre grupos de trenzas al contexto algebraico de los grupos de Artin‐Tits de tipo esférico,con lo que resolvió un problema matemático que llevaba 20 años sin solución. Este campo de investigación es potencialmente aplicable en criptografía y sistemas de seguridad informática.

## Reconocimientos
En 2018 obtuvo el segundo premio de la Fundación Rennes 1 a la mejor tesis en Matemáticas y Ciencias y Tecnologías de la información y la comunicación.
En 2020 fue reconocida con unos de los Premios de Investigación Matemática Vicent Caselles de la Real Sociedad Matemática Española y la Fundación BBVA, uno de los galardones más prestigiosos en investigación matemática de España y en el que se premiaron a otros cinco jóvenes matemáticos, como Judit Muñoz Matute o Ujué Etayo.Cumplido fue la tercera matemática del Instituto de Matemáticas Hispalense (IMUS) en conseguirlo, tras Vanessa Guerrero y Marithania Silvero.